# Adjetivos en alemán
Los adjetivos en general califican al sustantivo (o nombre) o al pronombre, y expresan una característica del mismo. En alemán, los adjetivos pueden clasificarse en varios tipos así:
- Adjetivos predicativos (prädikativ): son invariables en la oración.
- Adjetivos adverbiales (adverbial): son invariables en la oración.
- Adjetivos atributivos (attributiv): deben concordar con los nombres que acompañan en número, género y caso.

Usualmente los adjetivos se escriben en minúsculas, pero cuando actúan como  sustantivos (sustantivación substantivierung) también se escriben con mayúscula inicial como cualquier otro sustantivo.

## Adjetivos predicativos y adverbiales
En la estructura de la oración los adjetivos predicativos se localizan después de verbos los verbos auxiliares sein (ser/estar) y werden (llegar a ser) o el verbo irregular bleiben (permanecer) y califican al sujeto de la oración.
- Der Mann ist klein (El hombre es pequeño; der Mann género masculino)
- Die Frau ist klein (La mujer es pequeña; die Frau, género femenino)
- Das Mädchen ist klein (La niña es pequeña; das Mädchen, género neutro)

Por otro lado, los adjetivos adverbiales se encuentran en la oración después de verbos diferentes a los indicados antes para los predicativos: sein/werden/bleiben. Y en este caso actúan como un complemento predicativo y se refieren al verbo y no al sujeto.
- Der Mann läuft schnell (El hombre corre rápido; der Mann género masculino)
- Die Frau läuft schnell (La mujer corre rápido; die Frau género femenino)
- Das Mädchen läuft schnell (La niña corre rápido; das Mädchen género neutro)

## Adjetivos atributivos
De acuerdo con la estructura de la oración alemana los adjetivos atributivos se localizan entre un artículo y un sustantivo y a diferencia de los adjetivos predicativos y adverbiales estos se declinan de acuerdo con el número, género y caso gramatical.
Esta estructura gramatical en la cual el adjetivo se ubica antes del sustantivo es similar a la estructura del idioma inglés. Sin embargo, al igual que en francés y otras lenguas indo-europeas, pero no en inglés, además cuentan generalmente con inflexiones o declinaciones cuándo vienen antes de un sustantivo. 

### Declinación de adjetivos atributivos
El tipo de artículo o determinante que precede el sustantivo afecta la inflexión del adjetivo. Por ejemplo en alemán, «un libro rojo» (un artículo indefinido) y «el libro rojo» (el artículo definitivo) tienen terminaciones diferentes para el adjetivo «rojo»:
- Das rote Buch (El libro rojo; das Buch, género neutro con artículo determinado)
- Ein rotes Buch (Un libro rojo; das Buch, género neutro con artículo indeterminado)

Además del caso, la declinación del adjetivo también depende del género del sujeto así:
- Ein kleiner Mann (Un hombre pequeño; der Mann, género masculino)
- Eine kleine Frau (Una mujer pequeña; die Frau, género femenino)
- Ein kleines Mädchen (Una niña pequeña; das Mädchen, género neutro)

|            | Masculino | Femenino  | Neutro    | Plural    |
| ---------- | --------- | --------- | --------- | --------- |
| Nominativo | (der) -e  | (die) -e  | (das) -e  | (die) -en |
| Acusativo  | (den) -en | (die) -e  | (das) -e  | (die) -en |
| Dativo     | (dem) -en | (der) -en | (dem) -en | (den) -en |
| Genitivo   | (des) -en | (der) -en | (des) -en | (der) -en |

|            | Masculino   | Femenino    | Neutro      |
| ---------- | ----------- | ----------- | ----------- |
| Nominativo | (ein) -er   | (eine) -e   | (ein) -es   |
| Acusativo  | (einen) -en | (eine) -e   | (ein) -es   |
| Dativo     | (einem) -en | (einer) -en | (einem) -en |
| Genitivo   | (eines) -en | (einer) -en | (eines) -en |

|            | Masculino | Femenino | Neutro | Plural |
| ---------- | --------- | -------- | ------ | ------ |
| Nominativo | -er       | -e       | -es    | -e     |
| Acusativo  | -en       | -e       | -es    | -e     |
| Dativo     | -em       | -er      | -em    | -en    |
| Genitivo   | -en       | -er      | -en    | -er    |

- Nombres masculinos:
  - Der große Hund (El perro grande)
  - Ein großer Hund (Un perro grande; der Hund género masculino)

- Nombres femeninos:
  - Die schöne Frau (la mujer bonita)
  - Eine schöne Frau (Una mujer bonita; Frau es femenino)

- Nombres neutros:
  - Das rote Buch (El libro rojo)
  - Ein rotes Buch (Un libro rojo; das Buch género neutro)

Como los artículos, los adjetivos utilizan las mismas terminaciones para el plural de los tres géneros (en alemán el plural es igual para los tres géneros), aunque este varía con el artículo o determinante como se describió antes.
- Eine lustige Frau (Una mujer graciosa, die Frau género femenino)
- Ein lustiger Mann (Un hombre gracioso, der Mann género masculino)

- Die lustigen Frauen (Las mujeres graciosas, die Frauen plural)
- Die lustigen Männer (Los hombres graciosos, die Männer  plural)

Los participios pueden ser utilizados como adjetivos y son tratados de la misma manera.
- Ein wieder eröffneter Bahnhof (Una estación de ferrocarril reabierta; masculino en alemán)
- Eine wieder eröffnete Bibliothek (Una biblioteca reabierta; femenino)

Los adjetivos alemanes son declinados solo cuándo van antes del nombre qué describen. Esto se denomina función atributiva de una frase nominal.  Con la función predicativa los adjetivos no son declinados y son indistinguibles de los  adverbios, a diferencia de las lenguas romances y nórdicas.
- Die laute Musik. ("La música fuerte.")
- Die Musik ist laut. ("La música es fuerte.") No "Die Musik ist laute".

Hay algunas palabras que pueden ser utilizadas como adjetivos pero no tienen inflexión, como Schweizer ("suizo") y Jerusalemer ("perteneciente a Jerusalem", por ejemplo Jerusalemer Kreuz).
Hay tres grados de comparación: forma positiva, forma comparativa y forma superlativa: estos corresponden a los equivalentes en inglés como "large", "larger" y "largest" o en castellano "grande", "más grande" y "el más grande". "Muy fuerte" se dice "sehr laut" similar al uso en inglés "Very Loud". A diferencia de lenguas como el italiano y el latín en alemán no se agrega ninguna terminación para expresar la forma superlativa.

#### Declinación débil y fuerte
En alemán existen tres tipos de declinaciones para los adjetivos y en ocasiones se declina y en otras no

#### Declinación fuerte
La declinación fuerte es utilizada:
- Cuando no se usa ningún artículo
- Cuando una cantidad es indicada por:
  - etwas (algunos; un poco), mehr (más)
  - wenig- (pocos), viel- (mucho; muchos), mehrer- (muchos; muchos), einig- (algunos)
  - Un número (mayor que uno, i.e. sin terminación), sin un artículo definitivo antes[4]
  - Frases no declinables: ein paar (un par; unos cuantos), ein bisschen (un poco)

Las terminaciones de los adjetivos son similares a las terminaciones de los artículo definitivos, excepto la terminación "-en" en el genitivo masculino y neutro singular.
|            | Masculino | Neutro | Femenino | Plural |
| ---------- | --------- | ------ | -------- | ------ |
| Nominativo | neuer     | neues  | neue     | neue   |
| Acusativo  | neuen     | neues  | neue     | neue   |
| Dativo     | neuem     | neuem  | neuer    | neuen  |
| Genitivo   | neuen     | neuen  | neuer    | neuer  |

### Declinación mixta
La declinación mixta es utilizada después de:
- Artículo indefinido: ein-, kein-, eine, keine
- Determinantes posesivos "mein-", "dein-", "sein-", "ihr-" etc.

Las terminaciones para el nominativo y acusativo singular son iguales a la declinación fuerte, para los otros casos la terminación es "-en".
|            | Masculine   | Neuter      | Feminine    | Plural       |
| ---------- | ----------- | ----------- | ----------- | ------------ |
| Nominativo | ein neuer   | ein neues   | eine neue   | meine neuen  |
| Acusativo  | einen neuen | ein neues   | eine neue   | meine neuen  |
| Dativo     | einem neuen | einem neuen | einer neuen | meinen neuen |
| Genitivo   | eines neuen | eines neuen | einer neuen | meiner neuen |

#### Inflexión débil
La declinación débil es utilizada después de:
- Artículo definido (der, die, das, etc.)
- derselb- (el mismo), derjenig- (él)
- dies- (este), jen- (aquel), jeglich- (cualquier), jed- (cada), los cuales declinan de modo parecido al artículo definido.
- manch- (algunos), solch- (tal), welch- (cuál, qué), los cuales declinan de modo parecido al artículo definido
- alle (todo)
- beide (ambos)

En cinco casos del nominativo y acusativo la terminación es -e, y en los otros es -en.
|            | Masculino | Neutro    | Femenino  | Plural    |
| ---------- | --------- | --------- | --------- | --------- |
| Nominativo | der neue  | das neue  | die neue  | die neuen |
| Acusativo  | den neuen | das neue  | die neue  | die neuen |
| Dativo     | dem neuen | dem neuen | der neuen | den neuen |
| Genitivo   | des neuen | des neuen | der neuen | der neuen |

#### Sin inflexión
Muchas palabras que establecen cantidades no son declinadas:
- nichts, wenig, etwas, viel, y genug

"wenig" y "viel" pueden ser puestos en el plural, donde toman terminaciones normales: viele/wenige Kinder (muchos/pocos niños)

#### Criterios para declinar
Los adjetivos alemanes toman diferentes conjuntos de terminaciones bajo diferentes circunstancias. Esencialmente, los adjetivos deben proporcionar caso, género y número solo si los artículos no hacen. Esto es uno de los aspectos más confusos de la gramática alemana para aquellos que están aprendiendo la lengua. Sin embargo, las terminaciones de los adjetivos casi siempre se adhieren a las siguientes reglas:

#### Declinación fuerte
La declinación fuerte es usada cuando no hay un artículo, o si el nombre es precedido por una palabra no declinable o frases como: "ein bisschen", "etwas" o "viel" ("un poco", "algo", "mucho"). También es usada cuando el adjetivo es precedido solamente por otro adjetivo regular (i.e. sin artículo) 

#### Declinación mixta
La declinación mixta es utilizada cuándo el adjetivo está precedido por un artículo indefinido (ein-, kein-) o un determinante posesivo.
Nota: El punto de vista más común es que la declinación mixta no es una declinación en sí, sino solo una declinación débil con unas cuantas adiciones para compensar la carencia de las terminaciones nominativas masculina y neutro y el caso acusativo.[cita requerida]

#### Declinación débil
La declinación débil es utilizada cuándo hay una palabra definida (der, die, das, des, den, dem, jed-, jen-, manch-, dies-, solch- y welch-). La palabra definida provee la mayoría de la información necesaria, así que las terminaciones de los adjetivos son más sencillos.
Las terminaciones son aplicables a cada grado de comparación (positivo, comparativo, y superlativo).

## Adjetivos comparativos
En alemán los adjetivos tienen tres formas o grados: positiva (acerca de la igualdad o inferioridad), comparativa  (acerca de superioridad) y superlativa.

### Forma positiva
La forma básica del adjetivo es la forma positiva: la raíz de adjetivo con la terminación apropiada.
schön (forma positiva básica)
das schöne Lied ("La canción bonita")

### Forma comparativa
La forma comparativa básica consta de la raíz y el sufijo -er con la declinación correspondiente.
schöner (forma comparativa básica)
das schönere Lied ("La canción más bonita")
De acuerdo con la terminación del adjetivo se modifica la forma comparativa así:
| Terminación del adjetivo | -er         | -uer o -el                     | -er                                            | Monosílabo (frecuentemente) |
| ------------------------ | ----------- | ------------------------------ | ---------------------------------------------- | --------------------------- |
| Terminación              | Se añade -r | Se elimina la e y se añade -er | Se añade -er o, se elimina la e y se añade -er | Se añade umlaut y -er       |

### Forma superlativa
Una forma del predicado del superlativo es realmente una frase preposicional. Se agregan el sufijo -st y la terminación al adjetivo -en a la raíz, y se antepone la palabra am.
Am schönsten ("el más bonito")
Ich finde dieses Haus am schönsten. ("Encuentro esta casa la más bonita.")
El forma atributiva seuperlativa añade el sufijo "st" a la raíz comparativa y luego la terminación del adjetivo convencional.
das schönste Lied
Esta forma también puede ser usada en una posición de predicado con la terminación del adjetivo apropiada:
Dieses Haus ist das schönste. ("Esta casa es la más bonita.", "casa" en alemán tiene género neutro)